# 李瑾 (萬曆進士)
李瑾（16世紀—17世紀），字仲魯，號念塘，山西平陽府襄陵縣人，明朝政治人物。

## 生平
李瑾是平涼訓導李遇春的曾孫、沔縣知縣李蘭的孫子，在萬曆十六年（1588年）中戊子科鄉試第五十五名舉人，二十三年（1595年）成進士，通政司觀政，二十四年二月獲授定興知縣，九年內視民事如家事，入祀縣內名宦祠；升任禮部精膳司主事，三十三年八月調任祠祭司主事，提督太医院药库，三十五年八月考选，三十六年八月改官工科給事中，十二月上铨政七条，极力弹劾工程太监陈永寿与其兄邦彦剥削商户，侵吞钱粮。三十八年四月充正使，册封韩府建宁王。四十年正月升兵科右給事中，七月与检讨鄭以偉負責浙江鄉試，得人爲盛。八月升為工科左給事中，管盔甲、王恭二厂，四十二年巡青，九月再陞為吏科都給事中，有《三垣奏疏》萬言，寫下國家忠臣事績。四十五年以纠正年例请告辞官。
光宗继位，起升李瑾爲太常寺少卿，天啓元年（1621年）陞為順天巡撫右佥都御史，上陳保衛邊疆的策略，二年七月加兵部右侍郎銜，照旧巡抚，十月回部管事，二年升兵部添设左侍郎，三年三月補本部左侍郎，管三部事，五月清理贴黄，再署部事。其時魏璫求廕，他堅持不配合，因此連上三疏告歸，五年九月被削奪官誥，但他從不介意；到魏忠賢伏誅，朝廷數次特詔起用，他也不再出仕，並上請讓靈石平陽關恢復隸屬汾州，後來居家期間遇上寇亂，他多方守禦捐輸，救活不少人民，死後追贈尚書，諭祭葬，得恩廕。

## 家族
曾祖李遇春，涿州學正。祖父李蘭，沔縣知縣。父李貞，庠生、贈文林郎定兴县知县。母单氏，贈孺人。重庆下。娶张氏，封孺人。子本质、本实、本坚、本完。

## 引用
1. 1 2  民國《襄陵縣志·卷十一·名賢傳》：李瑾 字仲魯，遇春曾孫，蘭之孫。初任直隸定興知縣，撫循九載，視民事如家事，祀名宦；行取禮部精膳司主事，改工科給事中，典試浙江，有得人慶。旋升兵科右，繼升工科左，陞吏科都，有《三垣奏疏》萬言，俱補國忠君實績；由太常寺卿陞都察院右僉都御史巡按順天，具保疆長策，晉兵部左侍郎署尚書事。時魏璫求廕，公堅持不給，三疏告歸，削奪官誥，恬不介意；璫伏誅，特詔數起不出，至於靈石，為平陽關鎖，向隸汾州，公具疏力復，闔郡賴之。居家值寇亂，多方守禦，災祲捐輸，全活甚眾，後贈尚書，諭祭葬有恩廕。
2. ↑  民國《襄陵縣志·卷十六·選舉表》：（萬曆）戊子科（舉人）……李瑾 見甲科
3. ↑  《萬曆二十三年乙未科進士履歷》：李瑾，念塘，易五房，十二月初十日生。襄陵县人，戊子五十三名，会试二百六十四名，三甲一百五十名。通政司政，丙申授定興知縣，九年考满，升礼部主事，本年行取，丁未考选，戊申八月授工科給事中，己酉巡视厂庫，庚戌巡视十庫，本年册封韓藩，壬子升兵科右，浙江主考，升工科左，管盔甲、王恭厂，甲寅巡青，升吏科都，丁巳以纠正年例请告，庚申起升太常寺少卿，辛酉升都察院右佥都御史、巡抚順天，壬戌加兵部右侍郎，本年升左侍郎，回部，甲子养病，乙丑革奪，戊辰奉旨復职，補給诰命，候起用。